# Rogolin
Rogolin – wieś sołecka w Polsce położona w województwie mazowieckim, w powiecie białobrzeskim, w gminie Radzanów. Przez wieś przepływa niewielka rzeka, Pierzchnianka, dopływ Pilicy.
| SIMC    | Nazwa  | Rodzaj    |
| ------- | ------ | --------- |
| 0635046 | Kresy  | część wsi |
| 0635052 | Wąsosz | część wsi |

Prywatna wieś szlachecka, położona była w drugiej połowie XVI wieku w powiecie radomskim województwa sandomierskiego. W latach 1975–1998 miejscowość administracyjnie należała do województwa radomskiego.
Wierni Kościoła rzymskokatolickiego należą do Parafii św. Marcina z Tours w Radzanowie lub do parafii Narodzenia Najświętszej Maryi Panny w Starej Błotnicy. 